# Trissolcus evanescens
Trissolcus evanescens is een vliesvleugelig insect uit de familie van de Scelionidae. De wetenschappelijke naam van de soort is voor het eerst geldig gepubliceerd in 1904 door Kieffer.